# Gong Kai

Le voyage de Zhong Kui par Gong Kai.

Gong Kai (Trad : 宮凱) ou Kong K'ai (Trad : 開封香港) ou Kung K'ai, surnom : Shengyu (盛譽), nom de pinceau : Guiyan (貴陽), peintre chinois du XIIIe siècle, originaire de Huaiyin qui est une subdivision administrative de la province du Jiangsu en Chine, placé sous la juridiction de la ville-préfecture de Huai'an. Ses dates de naissance et de décès ne sont pas connues, mais il est défini comme actif vers 1260-1280.

## Biographie
Gong Kai est un lettré et calligraphe. Ses peintures de paysages se rapproche du style de Mi Fu. Il est aussi peintre de personnages et de chevaux.

## Les peintres loyalistes du début desYuan
Le thème des plantes, tels le bambou ou les pruniers en fleur, ordinairement traité à l'encre monochrome, a été le sujet favori des peintres amateurs depuis l'époque de Su Shi et de son ami Wen Tong. Les artistes qui ont acquis de l'aisance avec le pinceau et l'encre par la pratique de la calligraphie peuvent la déployer plus efficacement dans les peintures de ce genre, qui ne sont pas techniquement éprouvantes et qui ne requièrent pas les compétences spécialisées des maîtres professionnels formés dans les ateliers. La signification symbolique attachée au thème des plantes les rende idéales pour la transmission des félicitations et autres messages entre les lettrés, et pour le renforcement de leur sentiment communautaire à une époque où ces valeurs communes semblent trahies.
Gong Kai, artiste yimin particulièrement fervent dans son loyalisme,  occupe des fonctions mineures sous les Song. Après la conquête du pays par les Yuan, il vit dans une extrême pauvreté, subvenant à ses besoins et à ceux de sa famille en vendant occasionnellement ses peintures et ses calligraphies, ou en les échangeant contre de la nourriture et autres denrées nécessaires. Démuni même d'une table, raconte-t-on, il doit faire s'agenouiller son fils et employer son dos comme support pour le papier pendant qu'il travaille. Il subsiste deux peintures de Gong : Cheval décharné, où il utilise l'image depuis longtemps établie de l'animal maltraité mais toujours noble pour dénoncer la situation d'extrême malheur de la Chine, et un rouleau portatif intitulé Le voyage de Zhong Kui.

## Tradition et novation sous les Yuan
Zhong Kui est un pourfendeur de démons légendaire, qui se manifeste en rêve à l'empereur Minghuang au huitième siècle. Ce tableau, bien qu'il dépeint le thème apparemment innocent de Zhong Kui partant à la chasse avec sa sœur, est probablement un exemple de ce dernier usage : il peut signifier le souhait d'une force capable de débarrasser le pays des « démons », c'est-à-dire des étrangers. L'inscription accompagnant le rouleau laisse entendre ce message sans l'énoncer directement ; des sentiments potentiellement séditieux ne peuvent être exprimés que de façon détournée, voire cryptique, tant dans les images que dans les propos.
L'inélégance bourrue du dessin au pinceau de Gong Kai est délibérément cultivée comme un signe d'amateurisme et de sincérité. Le plus célèbre peintre loyaliste du début des Yuan, Qian Xuan, n'est en principe pas moins sincère ni amateur. À l'opposé de Gong Kai, toutefois, il préfère le mode délicat de la ligne fine et des lavis de couleur. Ce style aux résonances archaïques fait référence au lointain passé, à la dynastie des Tang en particulier, qui, vue depuis l'époque de la dynastie des Yuan, peuvent apparaître comme un âge d'or de la Chine, un temps d'expansion et de puissance. Il implique aussi le rejet des styles – et, par extension, de la faiblesse politique – des Song du Sud.

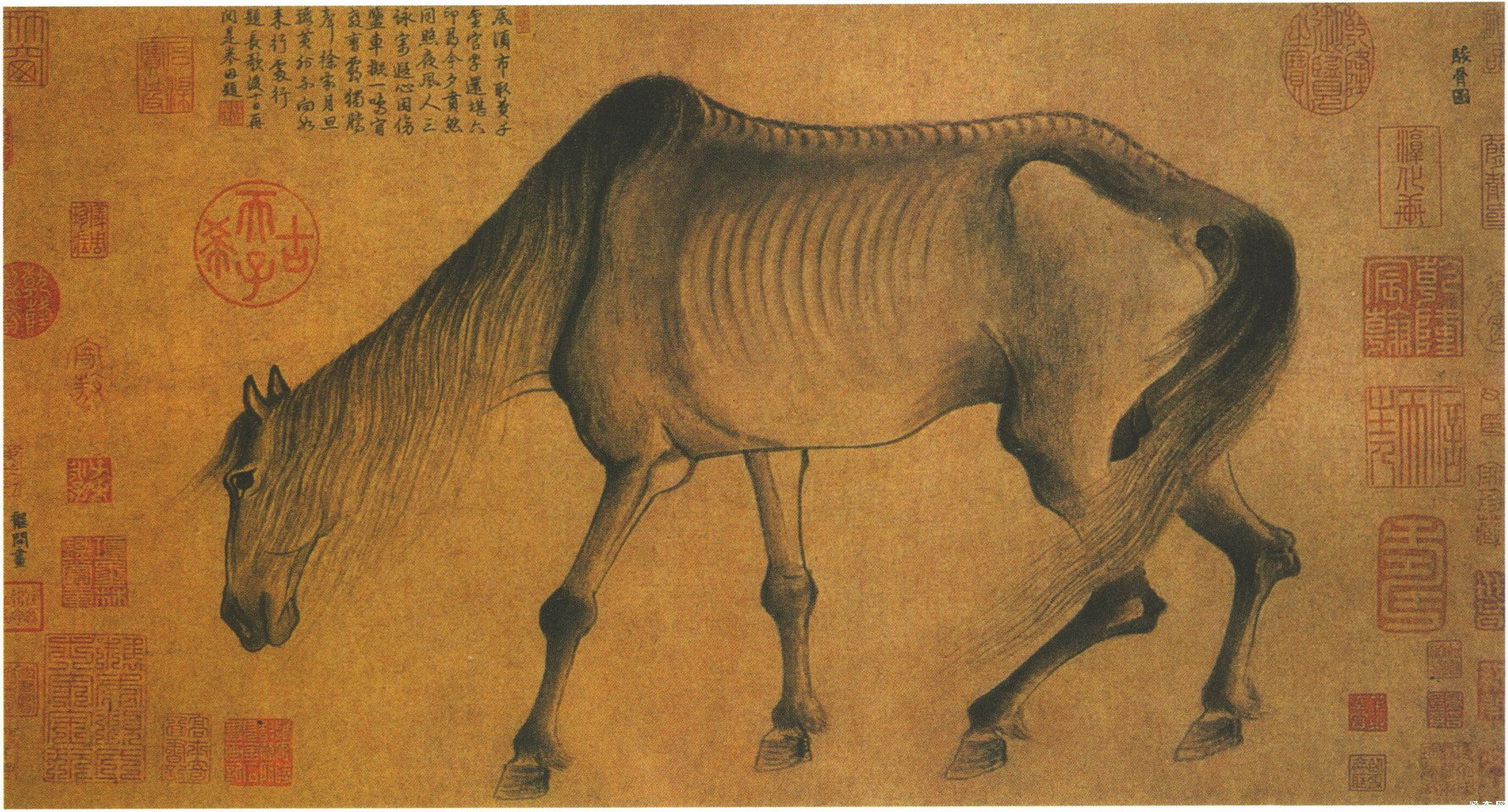
Cheval décharné par Gong Kai.

Cependant, la silhouette décharnée du Cheval maigre par Gong Kai, à la fin du XIVe siècle, porte en elle une force nouvelle, celle du refus. Gong est un de ces lettrés qui, par loyauté à la dynastie déchue, s'isole et vit retiré peut-être semble-t-il, à l'ouest de Hangzhou, au Dadi Shan, la « Montagne de la Grande Purification », grand centre religieux du taoïsme méridional. L'animal magnifique, réduit à une forme squelettique, évoque pour lui les écuries impériales, vides désormais. La fierté douloureuse du yumin, membre du « peuple oublié », s'exprime ici par une recherche archaïsante.

## Musées
- Pékin (Mus. du Palais):
  - Zhongkui changeant de résidence, rouleau en longueur, signé, sceaux de collection Yuan et Ming, colophon de Chou Yuan (Zhou Yuan) daté 1371.
- Washington DC (Freer Gallery of Art):
  - Zhongkui, l'exorciseur de démons, voyageant avec sa sœur dans des chaises à bras, suivis d'un cortège de démons, poème et colophon du peintre.
  - Homme endormi dans un bateau près de la rive, inscrit avec le nom du peintre et son sceau.